# Gonocarpus
Gonocarpus Thunb. – rodzaj roślin należący do rodziny wodnikowatych (Haloragaceae R. Br.). Obejmuje co najmniej 42 gatunki występujące naturalnie w Azji Południowo-Wschodniej, Australii oraz Nowej Zelandii.

## Systematyka
Pozycja systematyczna według APweb (aktualizowany system APG III z 2009)
Należy do rodziny wodnikowatych Haloragaceae tworzącej grupę siostrzaną dla rodziny Penthoraceae, wraz z którą wchodzą w skład rzędu skalnicowców.
Pozycja w systemie Reveala (1993-1999)
Gromada okrytonasienne (Magnoliophyta Cronquist), podgromada Magnoliophytina Frohne & U. Jensen ex Reveal, klasa Rosopsida Batsch, podklasa różowe (Rosidae Takht.), nadrząd Podostemanae R. Dahlgren ex Reveal, rząd wodnikowce (Haloragales Bromhead), podrząd Haloragineae Engl., rodzina wodnikowate (Haloragaceae R. Br. in Flinders)
Wykaz gatunków
| - Gonocarpus acanthocarpus (Brongn.) Orchard - Gonocarpus aggregatus (Buchanan) Orchard - Gonocarpus benthamii Orchard - Gonocarpus chinensis (Lour.) Orchard - Gonocarpus confertifolius (F.Muell.) Orchard - Gonocarpus cordiger (Fenzl) Endl. ex Nees - Gonocarpus diffusus (Diels) Orchard - Gonocarpus effusus Orchard - Gonocarpus elatus (A.Cunn. ex Fenzl) Orchard - Gonocarpus ephemerus Orchard - Gonocarpus eremophilus Orchard - Gonocarpus ericifolius Orchard - Gonocarpus halconensis (Merr.) Orchard - Gonocarpus hexandrus (F.Muell.) Orchard - Gonocarpus hirtus Orchard - Gonocarpus hispidus Orchard - Gonocarpus humilis Orchard - Gonocarpus implexus Orchard - Gonocarpus incanus (A.Cunn.) Orchard - Gonocarpus intricatus (Benth.) Orchard - Gonocarpus leptothecus (F.Muell.) Orchard | - Gonocarpus longifolius (Schindl.) Orchard - Gonocarpus mezianus (Schindl.) Orchard - Gonocarpus micranthus Thunb. - Gonocarpus montanus (Hook.f.) Orchard - Gonocarpus nodulosus Nees - Gonocarpus oreophilus Orchard - Gonocarpus paniculatus (R.Br. ex Benth.) Orchard - Gonocarpus philippinensis (Merr.) Orchard - Gonocarpus pithyoides Nees - Gonocarpus pusillus (R.Br. ex Benth.) Orchard - Gonocarpus pycnostachyus (F.Muell.) Orchard - Gonocarpus rudis (Benth.) Orchard - Gonocarpus salsoloides Rchb. ex Spreng. - Gonocarpus sanguineus (Merr. & L.M.Perry) Orchard - Gonocarpus scordioides (Benth.) Orchard - Gonocarpus serpyllifolius Hook.f. - Gonocarpus simplex (R.Br. ex Britten) Orchard - Gonocarpus tetragynus Labill. - Gonocarpus teucrioides DC. - Gonocarpus trichostachyus (Benth.) Orchard - Gonocarpus urceolatus Orchard |